# Comuna Rojîcina, Orativ
Rojîcina (în ucraineană Рожична) este o comună în raionul Orativ, regiunea Vinnița, Ucraina, formată din satele Orativka și Rojîcina (reședința).

## Demografie
Componența lingvistică a satului Rojîcina
     Ucraineană (99,42%)
     Alte limbi (0,58%)
Conform recensământului din 2001, majoritatea populației satului Rojîcina era vorbitoare de ucraineană (99,42%), existând în minoritate și vorbitori de alte limbi.